# 佐賀県小学校一覧
佐賀県小学校一覧（さがけんしょうがっこういちらん）は、佐賀県の小学校および義務教育学校（前期課程）の一覧。

## 国立小学校
- 佐賀大学教育学部附属小学校（佐賀市）

## 公立小学校

### 佐賀市
- 佐賀市立勧興小学校
- 佐賀市立循誘小学校
- 佐賀市立日新小学校
- 佐賀市立赤松小学校
- 佐賀市立神野小学校
- 佐賀市立西与賀小学校
- 佐賀市立嘉瀬小学校
- 佐賀市立巨勢小学校
- 佐賀市立兵庫小学校
- 佐賀市立高木瀬小学校
- 佐賀市立北川副小学校
- 佐賀市立本庄小学校
- 佐賀市立鍋島小学校
- 佐賀市立金立小学校
- 佐賀市立久保泉小学校
- 佐賀市立小中一貫校芙蓉校
- 佐賀市立新栄小学校
- 佐賀市立若楠小学校
- 佐賀市立開成小学校
- 佐賀市立諸富北小学校
- 佐賀市立諸富南小学校
- 佐賀市立春日小学校
- 佐賀市立川上小学校
- 佐賀市立小中一貫校松梅校
- 佐賀市立春日北小学校
- 佐賀市立小中一貫校富士校
- 佐賀市立小中一貫校北山校
- 佐賀市立北山東部小学校
- 佐賀市立小中一貫校三瀬校
- 佐賀市立南川副小学校
- 佐賀市立西川副小学校
- 佐賀市立中川副小学校
- 佐賀市立大詫間小学校
- 佐賀市立東与賀小学校
- 佐賀市立小中一貫校思斉館

### 唐津市
- 唐津市立大志小学校
- 唐津市立東唐津小学校
- 唐津市立外町小学校
- 唐津市立長松小学校
- 唐津市立西唐津小学校
- 唐津市立高峰小学校
- 唐津市立高島小学校
- 唐津市立佐志小学校
- 唐津市立鏡山小学校
- 唐津市立久里小学校
- 唐津市立鬼塚小学校
- 唐津市立湊小学校
- 唐津市立小川小中学校
- 唐津市立成和小学校
- 唐津市立浜崎小学校
  - 虹の松原分校
- 唐津市立玉島小学校
- 唐津市立平原小学校
- 唐津市立厳木小学校
- 唐津市立相知小学校
- 唐津市立伊岐佐小学校
- 唐津市立北波多小学校
- 唐津市立肥前小学校
- 唐津市立名護屋小学校
- 唐津市立馬渡小学校
- 唐津市立加唐小学校
- 唐津市立打上小学校
- 唐津市立呼子小学校
- 唐津市立七山小中学校

### 鳥栖市
- 鳥栖市立鳥栖小学校
- 鳥栖市立鳥栖北小学校
- 鳥栖市立田代小学校
- 鳥栖市立基里小学校
- 鳥栖市立麓小学校
- 鳥栖市立旭小学校
- 鳥栖市立若葉小学校
- 鳥栖市立弥生が丘小学校

### 多久市
- 多久市立東原庠舎中央校[1]
- 多久市立東原庠舎東部校[1]
- 多久市立東原庠舎西渓校[1]

### 伊万里市
- 伊万里市立伊万里小学校
- 伊万里市立牧島小学校
- 伊万里市立大坪小学校
- 伊万里市立大川内小学校
- 伊万里市立黒川小学校
- 伊万里市立波多津小学校
- 伊万里市立南波多郷学館[1]
- 伊万里市立東陵学園[1]
- 伊万里市立二里小学校
- 伊万里市立東山代小学校
- 伊万里市立山代東小学校
- 伊万里市立山代西小学校
- 伊万里市立立花小学校

### 武雄市
- 武雄市立北方小学校
- 武雄市立武雄小学校
- 武雄市立朝日小学校
- 武雄市立若木小学校
- 武雄市立武内小学校
- 武雄市立西川登小学校
- 武雄市立東川登小学校
- 武雄市立橘小学校
- 武雄市立御船が丘小学校
- 武雄市立山内東小学校
  - 舟原分校
  - 犬走分校
- 武雄市立山内西小学校
  - 立野川内分校

### 鹿島市
- 鹿島市立鹿島小学校
- 鹿島市立能古見小学校
- 鹿島市立古枝小学校
- 鹿島市立浜小学校
- 鹿島市立北鹿島小学校
- 鹿島市立七浦小学校
  - 音成分校
- 鹿島市立明倫小学校

### 小城市
- 小城市立桜岡小学校
- 小城市立三里小学校
- 小城市立晴田小学校
- 小城市立岩松小学校
- 小城市立三日月小学校
- 小城市立牛津小学校
- 小城市立砥川小学校
- 小城市立小中一貫校芦刈観瀾校

### 嬉野市
- 嬉野市立五町田小学校
  - 谷所分校
- 嬉野市立久間小学校
- 嬉野市立塩田小学校
- 嬉野市立嬉野小学校
- 嬉野市立大野原小学校
- 嬉野市立吉田小学校
- 嬉野市立轟小学校
- 嬉野市立大草野小学校

### 神埼市
- 神埼市立神埼小学校
- 神埼市立西郷小学校
- 神埼市立仁比山小学校
- 神埼市立千代田東部小学校
- 神埼市立千代田中部小学校
- 神埼市立千代田西部小学校
- 神埼市立脊振小学校

### 神埼郡
- 吉野ヶ里町立三田川小学校
- 吉野ヶ里町立東脊振小学校

### 三養基郡
- 基山町立基山小学校
- 基山町立若基小学校
- みやき町立中原小学校
- みやき町立北茂安小学校
- みやき町立三根東小学校
- みやき町立三根西小学校
- 上峰町立上峰小学校

### 東松浦郡
- 玄海町立玄海みらい学園[1]

### 西松浦郡
- 有田町立有田小学校
- 有田町立有田中部小学校
- 有田町立曲川小学校
- 有田町立大山小学校

### 杵島郡
- 大町町立小中一貫校大町ひじり学園[1]
- 江北町立江北小学校
- 白石町立須古小学校
- 白石町立六角小学校
- 白石町立白石小学校
- 白石町立北明小学校
- 白石町立福富小学校
- 白石町立有明東小学校
- 白石町立有明西小学校
- 白石町立有明南小学校

### 藤津郡
- 太良町立多良小学校
- 太良町立大浦小学校

## 私立小学校
（なし）